# جريجور كراوس
جريجور كراوس (بالألمانية: Gregor Kraus)‏ (و. 1841 – 1915 م) هو عالم نبات، وأستاذ جامعي من ألمانيا . ولد في باد اورب .
وكان عضو في الأكاديمية الألمانية للعلوم ليوبولدينا .
توفي في فورتسبورغ ، عن عمر يناهز 74 عاماً.

## مناصب وهيئات
أدار جامعة فورتسبورغ.